# アラバマ州出身の人物一覧
この一覧はアラバマ州出身の著名人についての記事を姓の50音順に配列したものである。

## ア行

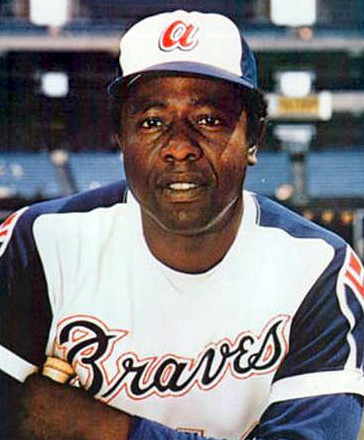
ハンク・アーロン

- モンテ・アーヴィン - 野球選手 (アメリカ野球殿堂表彰者)
- ドイル・アレクサンダー - 野球選手
- ハンク・アーロン - 野球選手 (アメリカ野球殿堂表彰者)
- ジミー・ウィリアムズ - 野球選手
- ハンク・ウィリアムス - カントリー・ミュージック歌手、作曲家
- ビリー・ウィリアムズ - 野球選手 (アメリカ野球殿堂表彰者)
- ポール・ウィリアムズ - ソウル歌手[1]
- ウィリー・ウィルソン - 野球選手
- アーリー・ウィン - 野球選手 (アメリカ野球殿堂表彰者)
- ジミー・ウェールズ - ウィキペディア創始者、プロジェクトリーダー
- ベン・ウォーレス - バスケットボール選手
- ジェラルド・ウォレス - バスケットボール選手
- ジョージ・ウォレス-アラバマ州知事、合衆国大統領候補
- ジェシー・オーエンス - 陸上競技選手 (金メダリスト)
- スプーナー・オールダム - ミュージシャン・作曲家

## カ行
- ウィリー・カークランド - 野球選手、元阪神タイガース
- クラレンス・カーター[2] - ソウル歌手、シンガーソングライター
- ネル・カーター - 歌手・女優
- ジミー・キー - 野球選手
- ウェイド・キース - 弁護士
- パット・ギャレット - ガンマン
- ヘレン・ケラー - 社会福祉事業家
- エディ・ケンドリックス - ソウル歌手
- ナット・キング・コール - ジャズ歌手、ピアニスト
- コートニー・コックス - 女優

## サ行
- ドン・サットン - 野球選手 (アメリカ野球殿堂表彰者)
- ミュール・サトルス - 野球選手 (アメリカ野球殿堂表彰者)
- サン・ラ - ジャズ・ミュージシャン
- ジョー・シーウェル - 野球選手 (アメリカ野球殿堂表彰者)
- ボー・ジャクソン - 野球選手、アメリカンフットボール選手
- トミー・ショウ - ミュージシャン
- バート・スター - アメリカンフットボール選手 (プロフットボール殿堂表彰者)
- ジェイソン・スタンリッジ - 野球選手
- キャンディ・ステイトン - 歌手
- ケン・ステイブラー - アメリカンフットボール選手 (プロフットボール殿堂表彰者)
- キャサリン・スティンソン - 女性飛行士、建築家
- パーシー・スレッジ - 歌手
- ウィリー・スミス - 野球選手
- オジー・スミス - 野球選手 (アメリカ野球殿堂表彰者)
- ビル・セルビー - 野球選手

## タ行
- ジェイソン・ターマン - 野球選手

## ナ行
- ラリー・ネルソン - プロゴルファー
- フレデリック・ナイト - ソウル歌手

## ハ行
- ローザ・パークス - 公民権運動活動家
- チャールズ・バークレー - バスケットボール選手
- ジミー・ハースト - 野球選手
- ゾラ・ニール・ハーストン - 作家、民俗学者
- アロンゾ・バーバース - 陸上競技選手
- マイケル・パウエル - 政治家
- ミア・ハム - 女子サッカー選手
- ボブ・ホーリー - プロレスラー
- ジェイク・ピービー - 野球選手
- マイケル・ビーン - 俳優
- ホアン・ピエール - 野球選手
- ウィルソン・ピケット - ソウル歌手
- ヴァージニア・ヒル - ベンジャミン・シーゲルの愛人
- フランシス・スコット・キー・フィッツジェラルド - 作家
- アンディ・フィリップス - 野球選手
- ジョージ・フォスター - 野球選手
- ルーカス・ブラック - 俳優
- クレイグ・ブラゼル - 野球選手
- バディ・ブラッドフォード - 野球選手
- メルヴィン・フランクリン - ソウル歌手
- チャーリー・O・フィンリー - 球団経営者
- デイヴィッド・F・フリードマン - 映画作家
- ルイーズ・フレッチャー - 女優
- エディ・フロイド - ソウル歌手、ミュージシャン[3]
- サチェル・ペイジ - 野球選手 (アメリカ野球殿堂表彰者)
- ダン・ペン - 作曲家・ミュージシャン
- ロジャー・ホーキンス - ミュージシャン、ドラマー
- リック・ホール - レコード・レーベル・オーナー
- イベンダー・ホリフィールド - ヘビー級プロボクサー

## マ行
- ウィリー・マッコビー - 野球選手 (アメリカ野球殿堂表彰者)
- ヘイニー・マナシュ - 野球選手 (アメリカ野球殿堂表彰者)
- ウィリー・メイズ - 野球選手 (アメリカ野球殿堂表彰者)
- チップス・モーマン - 作曲家

## ラ行
- コンドリーザ・ライス - 政治家
- ジョニー・ラフィン - 野球選手
- ハーパー・リー - 作家
- アレックス・リオス - 野球選手
- ウィリアム・リチャードソン - 政治家
- ライオネル・リッチー - ミュージシャン
- フィリップ・リバース - アメリカンフットボール選手
- カール・ルイス - 陸上選手
- ジョー・ルイス - プロ・ボクサー
- マイケル・ルーカー - 俳優
- マイラ・アディル・ローガン - 医者
- ジム・ロジャーズ - 投資家
- マイケル・ジョン・ロックウード - プロレスラー

## ワ行
- デオンテイ・ワイルダー - プロ・ボクサー